# José García Santesmases
José García Santesmases (Barcelona, 2 de maig de 1907 – Madrid, 24 d'octubre de 1989) va ser un físic i pioner de la informàtica a Espanya, constructor del primer computador analògic i primer microprocessador de fabricació espanyola.

## Biografia
José García Santesmases va néixer a Barcelona el 2 de maig de 1907. El 1930 obté a París el títol d'enginyer per la École supérieure d'électricité. Continua la seva formació i el 1935 aconsegueix el Premi Extraordinari de la Universitat de Barcelona, llicenciant-se com a físic. Es doctora en la Universitat de Madrid el 1943 i posteriorment es trasllada a la Universitat de Granada, on impartirà docència durant dos anys, després dels quals torna com a professor a Madrid. El 1949 col·labora al Cavendish Laboratory de Cambridge i, seguidament, durant una mica més d'un any al Computation Laboratory de la Universitat Harvard, sota la direcció de Howard H. Aiken. Santesmases ocuparà la càtedra de Física Industrial a la Universitat de Madrid fins a la seva jubilació el 1977. Endemés, el 1960 fou escollit acadèmic de la Reial Acadèmia de Ciències Exactes, Físiques i Naturals, ingressant l'any següent amb el discurs Automática, Cibernética i Automatización.
El 24 d'octubre de 1989 va morir en aquesta ciutat, on va desenvolupar la major part de la seva carrera científica. Un carrer de la Ciutat Universitària de Madrid rep el seu nom, igual que el Museu d'Informàtica García Santesmases (MIGS), situat en la Facultat d'Informàtica de la Universitat Complutense de Madrid. La col·lecció bibliogràfica reunida per aquest investigador està integrada en la Biblioteca d'aquest centre.

## La Calculadora Electrònica Analògica
El punt culminant de la seva carrera ho constitueix la construcció, entre 1953 i 1954 de la primera calculadora electrònica analògica desenvolupada a Espanya, que va ser presentada al I Congrés de Càlcul Analògic de Brussel·les. La màquina va ser creada en els laboratoris de l'Institut d'Electricitat de la Universitat Central amb un equip format per José González Ibeas, Antón Civit Breu, Gregorio Fernández Fernández y Julio Sant Magallanes.

## Obres
- Contribución al estudio de la ferro-resonancia y de la autoinducción (1943)
- Lecciones de física (1952)
- Instrumentación para el estudio del comportamiento humano (1971)
- Obra e inventos de Torres Quevedo (1980)